# Chemnitz
För andra betydelser, se Chemnitz (olika betydelser).
Chemnitz (tyska: [ˈkɛmnɪts] ( lyssna)) är en stad i Sachsen i sydöstra Tyskland, cirka 40 kilometer från den tjeckiska gränsen.
Staden har omkring 240 000 invånare (2011) och är en av sydöstra Tysklands viktigaste industristäder, med bland annat el-, kemi-, verkstads- och textilindustri. Den har ibland kallats "Sachsens Manchester".
Åren 1953–1990, under DDR-tiden, hette staden Karl-Marx-Stadt efter Karl Marx, men före Tysklands återförening 1990 genomfördes en folkomröstning, som med 76 procent ja-röster beslutade att återgå till det gamla namnet.

## Historia
Den 4 april 1639 under trettioåriga kriget utkämpades slaget vid Chemnitz.
I slutet av 1700-talet utvecklades Chemnitz till en viktig industriort, inte minst inom textilindustrin. Staden fick därför smeknamnet "Sachsens Manchester". C. F. Bernhardt grundade 1798 ett spinneri i Chemnitz som kom att bli utgångspunkt för den industriella revolutionen i Sachsen. Chemnitz kom efter en något långsam start att snabbt utvecklats till en av Tysklands största industristäder och var vid sekelskiftet 1900 Tysklands rikaste stad. En viktig industri blev Wanderer-verken och i Chemnitz verkade Johann von Zimmermann.
Under andra världskriget kom Chemnitz att bombarderas av allierat flyg genom Royal Air Force och United States Army Air Forces. Bland annat bombades innerstaden och rustningsindustrin där motorer för de tyska stridsvagnarna byggdes. Efter andra världskrigets slut 1945 hamnade staden i den sovjetiska ockupationszonen, som den 7 oktober 1949 blev Östtyskland (DDR).
När delstaterna ersattes av län (Bezirke) 1952 blev Halle huvudstad i Bezirk Chemnitz. 1953 följde namnändringen till Karl-Marx-Stadt. Staden kom att återuppbyggas efter kriget med målet att skapa en modern stad som samtidigt symboliserade socialismens ideal. Den gamla stadens gator ersattes av ett nytt gatunät men planerna fulländades inte. Chemnitz kom därför att sakna ett riktigt stadscentrum. Under 1960-talet byggdes stora bostadsområden som uppkallades efter Fritz Heckert och Hans Beimler. År 1990, året efter Berlinmurens fall, återtog staden det gamla namnet Chemnitz.
Efter 1990 stod Chemnitz för flera stora utmaningar. Stadens invånarantal sjönk och ett centrum behövde skapas. Det stora öde området i innerstaden som nu skulle bebyggas gjorde att staden utlyste en arkitekturtävling. I mitten av 1990-talet följde starten för byggandet av en innerstad.
I stadsdelen Kassberg finns byggnader från Gründerzeit och Jugendstil kvar. Året 2025 blir Chemnitz europeisk kulturhuvudstad.

## Museer och minnesmärken
Statyn som föreställer Karl Marx är utan sockel 7,10 meter hög och den väger ungefär 40 ton. Minnesmärket skapades 1971 av bildhuggaren Lew Kerbel. Det fick smeknamnet "Nischel" som betyder huvud/hjässa i regionens dialekt. Statyn är den näst största bysten i världen efter en byst i Ulan-Ude som föreställer Lenin.
Staden har ett industrimuseum, ett museum för fordon från Sachsen, Museet Gunzenhauer med målningar från 1900-talet och Museet Neue Sächsische Galerie. Schlossbergmuseum inrättades i ett kloster och Naturhistoriska museet har en 290 miljoner år gammal fossil skog.

## Geografi
Staden ligger i låglandet som ansluter norr om bergsområdet Erzgebirge. Chemnitz har 39 ortsdelar och delas av floden Chemnitz.

## Kända personer med anknytning till Chemnitz
- Michael Ballack, fotbollsspelare[6]
- Karl Schmidt-Rottluff, konstnär
- Katarina Witt, konståkerska
- Jens Carlowitz, friidrottare
- Anja Mittag, fotbollsspelare[7]
- Felix Brummer, artist
- Daniel Rosenfeld, artist

## Bildgalleri

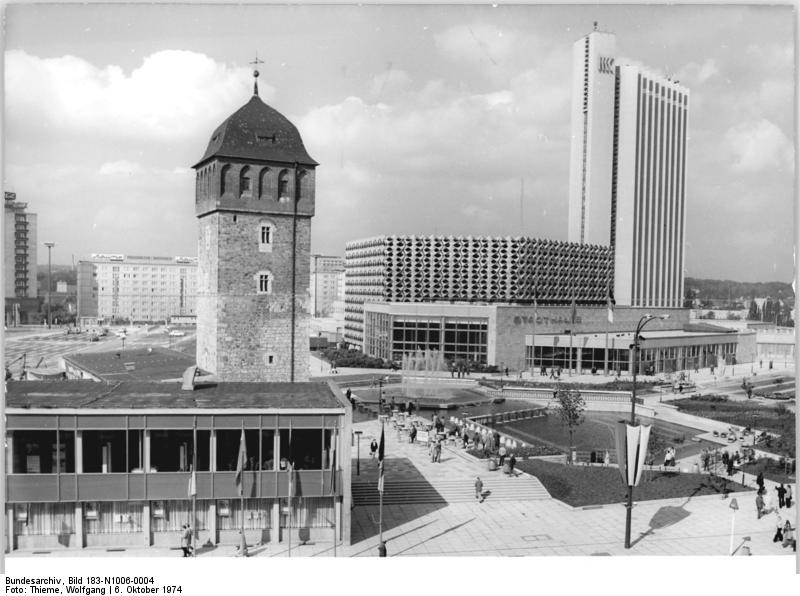
Karl-Marx-Stadt i oktober 1974
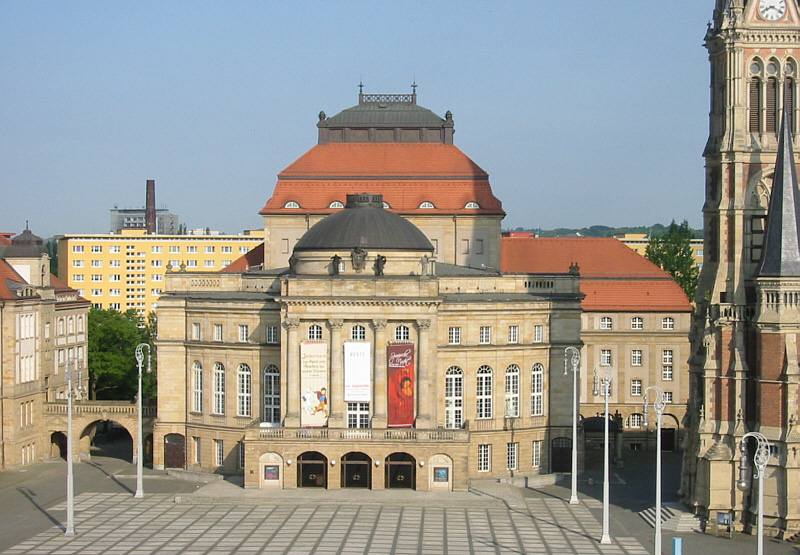
Operahuset i Chemnitz år 2002
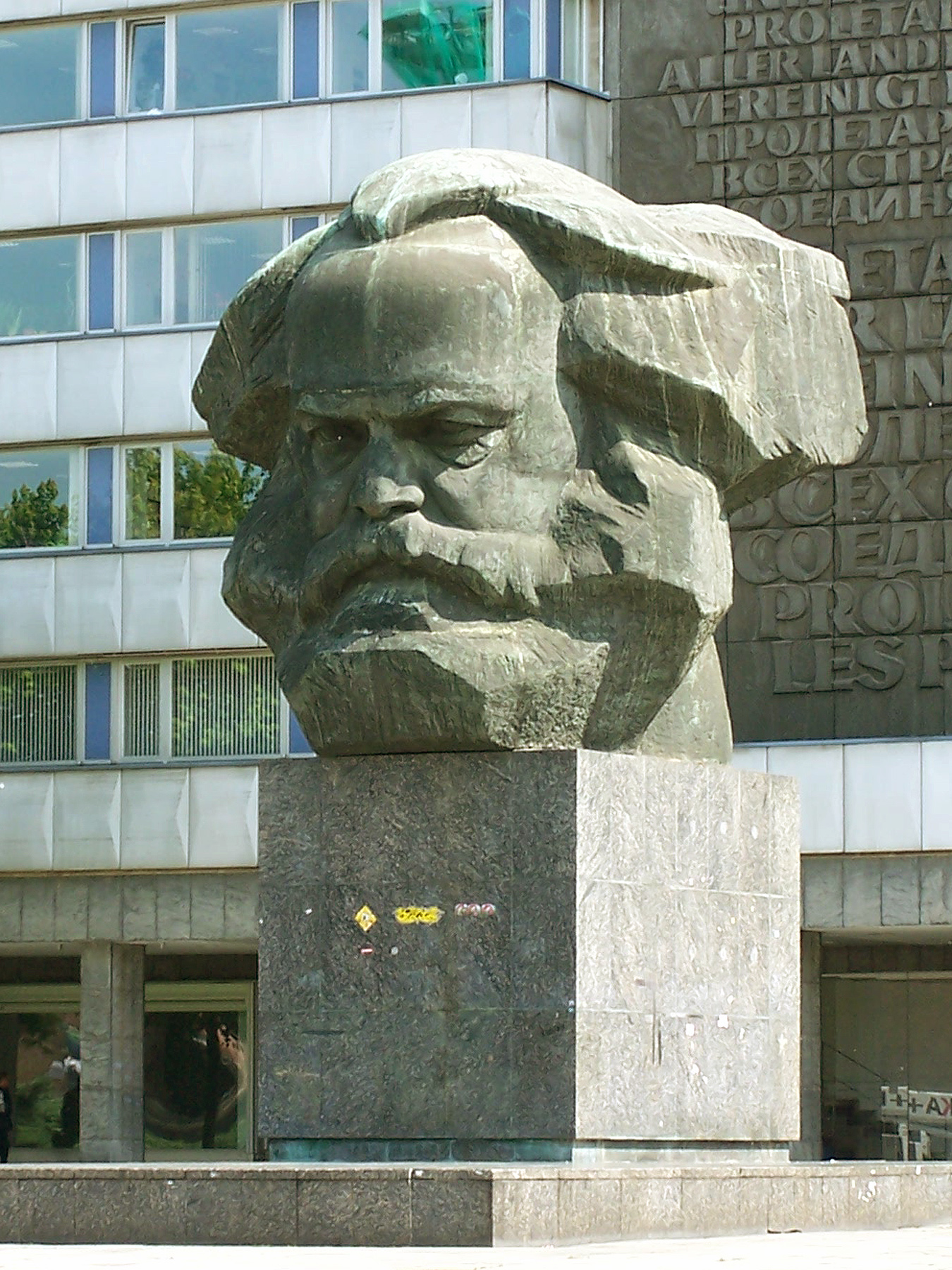
Staty föreställande Karl Marx.